# David Granger (Bobfahrer)
David Granger (* 26. Juni 1903 in New York City; † 27. September 2002 ebenda) war ein US-amerikanischer Bobfahrer.

## Biografie
David Granger gewann bei den Olympischen Winterspielen 1928 in St. Moritz im Fünferbob mit Jennison Heaton, Thomas Doe und Lyman Hine und Jay O’Brien die Silbermedaille.
Granger besuchte die Phillips Exeter Academy und das Christ’s College in Cambridge. Er heiratete 1950 und hatte einen Sohn.
Von 1926 bis zu seinem Tod hatte er einen Sitz an der New York Stock Exchange, länger als jeder andere in der Geschichte. Im Alter von 23 Jahren trat er der Wall Street-Firma seines Vaters Sulzbacher, Granger & Co. (heute Teil von Ingalls & Snyder) bei und kaufte seinen Sitz für 143.000 US-Dollar.
Während des Zweiten Weltkriegs stieg Granger in den Rang eines Majors auf und erhielt den Order of the British Empire für die Versorgung Großbritanniens mit Kriegsflugzeugen.
Er war Vorstandsmitglied des Museum of the City of New York und Treuhänder der Cathedral of Saint John the Divine.